# Chena Ridge (Alaska)
Chena Ridge es un lugar designado por el censo situado en el Borough de Fairbanks North Star en el estado estadounidense de Alaska. Según el censo de 2010 tenía una población de 5791 habitantes.

## Demografía
Según el censo de 2010, Chena Ridge tenía una población en la que el 83,8% eran blancos, 1,3% afroamericanos, 6,2% amerindios, 1,8% asiáticos, 0,0% isleños del Pacífico, el 0,8% de otras razas, y el 6,1% pertenecían a dos o más razas. Del total de la población el 3,2% eran hispanos o latinos de cualquier raza.